# Лиццанелло
Лиццанелло (итал. Lizzanello) — коммуна в Италии, располагается в регионе Апулия, в провинции Лечче.
Население составляет 10 609 человек (2008 г.), плотность населения составляет 406 чел./км². Занимает площадь 25 км². Почтовый индекс — 73023. Телефонный код — 0832.
Покровителем коммуны почитается святой Лаврентий, празднование 10 августа.

## Демография
Динамика населения:

## Администрация коммуны
- Официальный сайт: http://www.comune.lizzanello.le.it/